# George C. Marshall Institute
George C. Marshall Institute (GMI), grundad 1984 i Washington, D.C., är en politiskt konservativ tankesmedja som fokuserar på forskning och offentlig politik.
På 1980-talet var tankesmedjan primärt engagerad i lobbyverksamhet för Strategic Defense Initiative.
 Sedan slutet på 1980-talet har organisationen blivit allt mer aktiv i klimatfrågorna och framfört klimatskeptiska ståndpunkter, i synnerhet gått emot och ifrågasatt klimatforskningens sammanvägda resultat. George C. Marshall Institute har av Newsweek beskrivits som den centrala kuggen i maskineriet för förnekelsen av klimatförändringarna. Tankesmedjan har fått sitt namn av George C. Marshall som var USA:s arméstabschef under Andra världskriget och senare USA:s utrikesminister och USA:s försvarsminister.